# 8801 Nugent
8801 Nugent este un asteroid din centura principală de asteroizi.

## Descriere
8801 Nugent este un asteroid din centura principală de asteroizi. A fost descoperit pe 1 martie 1981 la Siding Spring de Schelte J. Bus. Asteroidul prezintă o orbită caracterizată de o semiaxă mare de 3,12 ua, o excentricitate de 0,07 și o înclinație de 4,1° în raport cu ecliptica.